# لاژس
لاگیسی (به فرانسوی: Lagesse) یک کامین در فرانسه است که در Canton of Chaource واقع شده‌است.

## خصوصیات
لاگیسی ۱۲٫۵۷ کیلومترمربع مساحت و ۱۸۴ نفر جمعیت دارد و ۲۲۶ متر بالاتر از سطح دریا واقع شده‌است.